# Rune Selén
Filip Rune Selén, född 13 augusti 1916 i Foghammar, Alunda församling, Uppsala län, död där 28 oktober 2011
,, var en svensk instrumentmakare och lärare.
Rune Selén växte upp i Foghammar och Alunda och verkade som folkskollärare i Göteborg och Norrbotten och senare folkhögskolelärare vid Mora folkhögskola med särskild inriktning på geografi och botanik. Han var även verksam inom scoutrörelsen, bland annat som instruktör vid Sveriges scoutförbund, och inom Svenska Missionsförbundet som körledare och ordförande för Fridhemskyrkan i Mora 1966-75.
1959 påbörjade han en omfattande femtioårig pionjärgärning i tillverkningen av traditionella näverlurar, vilket kom att uppgå till över 11 000 numrerade lurar totalt (med signaturen R.S.), vars intäkter gick till kyrkans verksamhet. 2005 grundades till hans ära Rune Seléns kulturfond för att förvalta och vidareföra gamla nordiska folkmusiktraditioner som näverlurar, kulning, vallmusik etc och för den årliga utdelningen av musikpriset Årets Näverlur. 15 juni 2005 arrangerades också i anslutning till detta en officiell hyllningskonsert över Seléns livsverk på Kungliga Musikaliska Akademiens hus i Stockholm.